# Артени (вулкан)
Артени (арм. Արտենի), также Богутлу — потенциально активный вулкан в Армении, в области Арагацотн. Артени состоит из двух слившихся основаниями гор: Артени и Покр (Малый) Артени.
Высота вершины Артени над уровнем моря составляет 2047 м, относительная высота — 860 метров. Высота над уровнем моря Малого Артени составляет 1753 м. Последнее извержение вулкана Артени было зафиксировано в 1340 году. В окрестностях вулкана расположены населённые пункты: Талин, Аревут, Артени, Арег.
Гора известна своим эндемиком — колокольчиком Массальского (Campanula massalskyi), который за исключением этой местности распространён лишь в определённой ограниченной местности Турции.

## Галерея

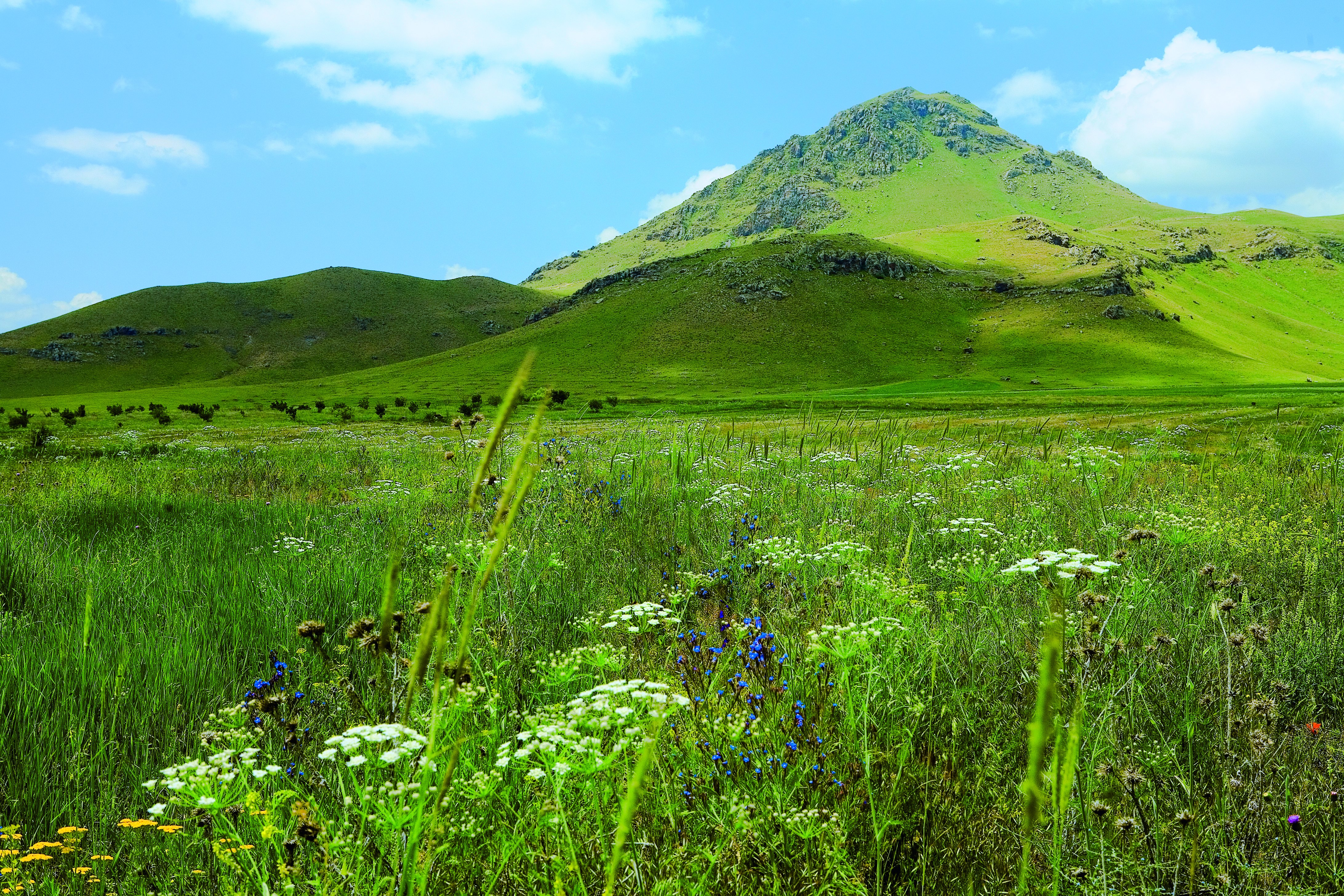